# Erdős Borcsa
Erdős Borcsa (Budapest, 1975. augusztus 31. –) magyar színésznő, szinkronszínész, táncművész.

## Életpályája
Budán született, Újpesten nőtt fel. A Németh László Gimnáziumban tanult 1989-1993 között. Mednyánszky Henriettnél kezdett táncolni. Az egri Eszterházy Károly Főiskolán diplomázott, ahol 2004-2008 között tanult. 1995-1998 a Budapesti Operettszínház színészképző iskolájban tanult. 1994-1996 között a nyíregyházi Móricz Zsigmond Színházban, majd 1998-2007 között a Budapesti Operettszínházban dolgozott. Több fővárosi és vidéki színházban is szerepelt.[forrás?] Szinkronizálással is foglalkozik.

## Színházi szerepei
- Bonnie és Clyde (Anya, Táncosnő, Félkarú, Pénztáros)
- Poirot az Orfeumban
- Gőzben (Nancy)
- Cigánykerék (Arany, prostituált)
- Kánkán (Gabrielle)
- A kutya, akit Bozzi úrnak hívtak (Lucia)
- Funny Girl (Mimsey)
- Hotel Menthol (Bambi)
- Egy bolond százat csinál (Marie)

## Filmes és televíziós szerepei
- S.E.R.E.G. (2024) ...Tamara
- Munkaügyek (2016-2017) ...HR-es
- Társas játék (2013) ...Nóra
- Hacktion (2012) ...Bróker
- Jóban rosszban (2005) ...Schuster Mónika
- Fekete kefe (2005) ...Andrea
- Tea (2003)
- Linda (2002)

## Szinkronszerepei
- Star Wars: A klónok háborúja: Riyo Chuchi (2. hang)
- Totál Dráma: A sziget fellázad: Zoey
- Aranykalitka: Selen
- Star Wars: A Rossz Osztag: Riyo Chuchi
- A házasság buktatói: Jale
- Egy csodálatos asszony: Ceyda
- Totál Dráma: All-Stars: Zoey
- Egy csodálatos asszony: Ceyda
- Elif – A szeretet útján: Arzu
- Szulejmán: Nurbanu szultána / Sylvia / Sabiha Hatun
- Csernobil: Segédtiszt a Kremlben
- Verdák 3.: Shannon Spokes
- 19-es körzet: Maya Bishop
- Énekelj! 2.: Linda Le Bon